# Alt-Berlin (Bar)

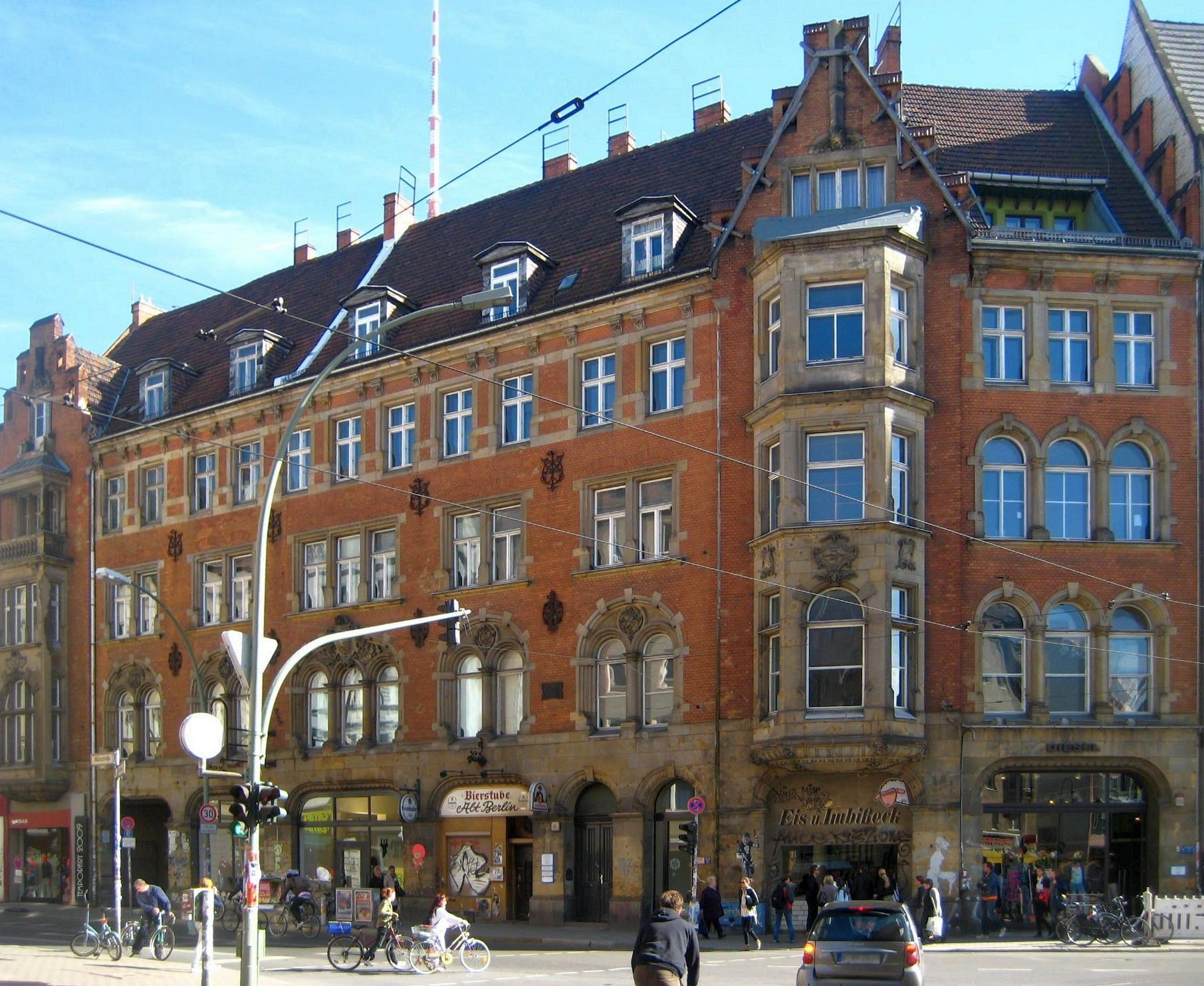
Gebäude Münzstraße 23 mit der Bierstube Alt-Berlin, 2010

Das Lokal Alt-Berlin war eine Bierbar in der Münzstraße im Berliner Ortsteil Mitte, die 1893 eröffnet und 2014 geschlossen wurde. Mit 120 Jahren Bestandsdauer war sie eine der ältesten solcher Einrichtungen in Berlin. Nach der Schließung wurde sie mehrmals an anderen Orten, jeweils unter Verwendung originaler Einrichtungsgegenstände, neu eröffnet. Seit 2016 hat das Alt-Berlin mit der Originaleinrichtung einen neuen festen Platz in der Chausseestraße 102 gefunden.
Bars mit dem Namen Alt-Berlin gibt es in Berlin und anderen deutschen Städten häufiger, das Alt-Berlin in der Münzstraße galt bis zur Schließung 2014 aber als älteste.

## Geschichte
Die 1893 direkt nach der Errichtung des Gebäudes Münzstraße 23 (heute ein Baudenkmal) eröffnete Bar gehörte während der 1920er Jahre zum typischen Berliner Milieu, wie es u. a. von Alfred Döblin im Roman Berlin-Alexanderplatz beschriebenen wurde. Überlieferungen zufolge hieß sie in den 1930er und 1940er Jahren im Volksmund Zu den drei Ritzen, da sich der Berliner Straßenstrich damals in der Nähe befand und das Lokal von drei Frauen geführt wurde. Im Jahr 1945 wurde die Kreuzung kurz vor Kriegsende schwer beschädigt. 
Nach Kriegsende 1945 eröffnete hier bald wieder ein Lokal, das – wieder dem Hörensagen nach – von einer Persönlichkeit aus der Unterwelt geführt wurde, die 1949 wegen verschiedener Raubüberfälle in Haft gekommen sein soll.
Zu DDR-Zeiten übernahm die HO das Lokal. Mythen über die Bar, die Rückzugsort für Prostituierte und ein Künstlertreff mit Bertolt Brecht als Stammgast gewesen sein soll und die sicher eine typische Berliner Kiezbar war, kursierten im neuen Berlin zahlreich.
Die Inneneinrichtung blieb bis in die 2010er Jahre praktisch original, obwohl die Schankwirtschaft nach der Beschädigung 1945 verkleinert wurde. Am Zugang vorne war eine Bar, in der hinten gelegenen „Stube“ gab es Sitzgelegenheiten und Tische. Nach einem im Schaufenster ausgestellten Spruch „Das schönste aller Dinge – ein schneller Schluck bei Heinz und Inge“ (nach den Betreibern der Bar während der DDR-Zeit, die noch lange in der Wohnung über der Kneipe gewohnt haben sollen) wurde die Bar alternativ auch Heinz und Inge genannt.
Der Ort war nach 2000 in Berlin-Mitte einer der wenigen verbliebenen Sammelpunkte oder Rückzugsorte (es gab keine Möglichkeit, von außen in das Lokal zu blicken) eines „lokalen“ Publikums, das die langsame Verwandlung des Viertels in eine Einkaufsmeile für ein internationales Publikum nicht mitmachte.
Um 2014 erwarb der Investor Harm Müller-Spree – nach eigenen Aussagen selbst ein früherer Stammgast im Alt-Berlin – das Areal, in dem das Lokal lag, um dieses in Wert zu setzen. Die Räume machten wechselnden Lifestyle-Showrooms Platz. Zeitungsmeldungen zufolge sollte das Alt-Berlin nach dem Willen des Investors und zum Schutz der Lokalkultur „respektvoll umgesetzt“ und so erhalten werden. Tatsächlich gab es eine zeitweilige Neueröffnung 2016 in der neuzeitgeistlichen Kunsthalle Platoon an der Schönhauser Allee. Dort wurde der Tresen samt dem „Heinz-und-Inge“-Schild und Gästeraum dann allerdings – ganz im Gegensatz zur vorherigen Situation – in einer Art öffentlichen Installation zur Schau gestellt. Die meisten früheren Gäste folgten der Übersetzung ihrer Traditionsbar in diesen neuen Zusammenhang höchstens vorübergehend, bevor die Kneipe an diesem Ort dann endgültig geschlossen wurde.
Im Juni 2016 wurde das Alt-Berlin in einer neuen Location in der Berliner Chausseestraße wiedereröffnet, erneut unter Verwendung originaler Einrichtungsobjekte. Auch hierüber berichteten zahlreiche Medien, auch im Zuge der zunehmenden Gentrifizierung Berlins stand die Neueröffnung des Alt-Berlin verstärkt im öffentlichen Interesse. Der hölzerne Tresen, die Lampen, das Mobiliar und die dunkle Eichenholz-Wandvertäfelung waren zuvor zwei Jahre lang in einem Container zwischengelagert worden. Mit dem Umzug auf ungefähr drei Kilometer Luftlinie blieb das Alt-Berlin auch authentisch im beschriebenen Aktionsradius des Franz Biberkopf aus dem Roman Berlin Alexanderplatz von Alfred Döblin. Durch die unmittelbare Nachbarschaft zum Ballhaus Berlin kehren hier wieder auch mal spontan Prominente ein, wie es schon nach der deutschen Wiedervereinigung am Originalstandort vorkam, als Quentin Tarantino, Bill Murray, David Bowie, Max Raabe oder Jürgen Klopp hier genauso unbehelligt ihr Bier tranken, wie die Menschen aus dem Kiez. So kamen 2017 Henry Winkler, Terry Bradshaw, George Foreman und William Shatner im Rahmen ihrer Europa-Tournee für die NBC-Reality- und Reise-TV-Show Better Late Than Never ins Alt-Berlin, hier war auch David Hasselhoff. Im Jahr 2018 war das „Alt-Berlin“ mit 125 Jahren eine der ältesten Berliner Kneipen mit historischer Einrichtung (wenn auch nicht mehr am Originalstandort). Am 27. Mai 2018 wurde das Jubiläum gefeiert. Zur Fußball-Weltmeisterschaft 2018 gab es auch Public Viewing. Dazu wurde der Biergarten im Stil des Urban Gardening in einen tropischen Stadtgarten verwandelt und zur Winterzeit in einen Weihnachtsurwald. Am 9. September 2018 berichtete die Berliner Abendschau über den Vintage-Flohmarkt.
Seit 2018 setzt das Alt-Berlin auf den Retro-Trend der Goldenen Zwanziger. „Wir wollen den Geist der Golden Twenties in die Gegenwart retten“, erklärte Besitzer Christof Blaesius bei Spiegel Online. Auch die Zeitschrift Gala listete das Alt-Berlin mit „Eine Legende lebt“. Am 11. Dezember 2018 fanden im Alt-Berlin Drehaufnahmen für die Kriminal-Fernsehserie Babylon Berlin statt. Dazu wurde das ganze Interieur bis ins Detail in den Zustand von 1929 versetzt.

## Mediale Reaktionen auf die Schließung
Über das Ende des Alt-Berlin wurde in der Berliner Presse umfassend berichtet. Für das Wochenmagazin Focus war das Ende des Lokals ein Zeichen dafür, dass es für die traditionellen Berliner Kiez-Kneipen „eng“ wird; laut Andreas Mühe bedeutete es sogar den endgültigen „Tod des Bezirks Mitte“. Auch der britische Guardian berichtete über die Schließung als bezeichnendes Ereignis in der Wandlung Berlins von einer alternativen Stadt am Rande der Geschehnisse zu einem Hotspot des Kapitalismus. Um die Schließung herum gab es verschiedene Proteste, Facebook-Aktionen („Alt Berlin – zeigen wir Courage“) und auch eine Petition gegen die Schließung, die aber keinen Erfolg hatte.